# Куллар (Балакенский район)
Куллар (азерб. Qullar) — село в Балакенском районе Азербайджана.
В советское время являлось административным центром Кулларского сельского совета.

## География
Село находится в 1 километре к северо-востоку от Балакена. Расположено в предгорьях Большого Кавказа, на реке Гумбулчай (приток реки Алазани).

## Население
| Национальность     | Численность, 1970 г. | Процент, 1970 г. | Численность, 1979 г. | Процент, 1979 г. |
| ------------------ | -------------------- | ---------------- | -------------------- | ---------------- |
| всего              | 4 916                | 100 %            | 5 565                | 100 %            |
| азербайджанцы      | 4 657                | 94.7 %           | 5 209                | 93.6 %           |
| аварцы             | 76                   | 1.5 %            | 327                  | 5.9 %            |
| русские и украинцы | 22                   | 0.4 %            | 21                   | 0.4 %            |
| лезгины            | 149                  | 3 %              | ...                  | ...              |
| грузины            | 3                    | 0.1 %            | 3                    | 0.1 %            |
| татары             | 2                    | 0.1 %            | 1                    | 0.1 %            |
| армяне             | 1                    | 0.1 %            | 1                    | 0.1 %            |